# Буряк Борис Спиридонович
Борис Спиридонович Буря́к (6 серпня 1913, Рубіжне — 20 листопада 1993, Київ) — український письменник, літературознавець, кінознавець, доктор філологічних наук (1966), професор (1974), член Спілки письменників Української РСР (1938) та Спілки кінематографістів Української РСР (1978).

## Біографія

Надгробок Бориса Буряка. Скульптор Микола Суходолов

Народився 24 липня [6 серпня] 1913 року на станції Рубіжне (тепер місто Луганської області) в родині залізничного працівника. З 1932 року почав друкуватися як робітничий кореспондент, згодом співробітник рубіжненської газети «Червоний прапор». З 1937 року виступав з літературно-критичними статтями в українських і союзних газетах і журналах. У 1939 році закінчив філологічний факультет Київського університету. У 1939–1941 працював відповідальним секретарем журналу «Літературна критика»; у 1941—1942 роках — директор середньої школи у Росії;
Під час радянсько-німецької війни — військовий кореспондент: з 1942 по 1945 рік — інструктор-літератор військової газети «На разгром врага». Член ВКП(б) з 1945 року.
У 1945—1946 роках — завідувач відділу видавництва «Молодь»; у 1946—1949 роках — відповідальний секретар, заступник голови редактора журналу «Радянський Львів»; у 1949—1951 роках — головний редактор видавництва «Вільна Україна» у Львові. У 1952—1958 роках — голова Комісії теорії літератури і критики Спілки письменників України. У 1959—1961 роках — головний редактор Київської кіностудії художніх фільмів імені О. Довженка; у 1964—1972 роках — старший науковий співробітник Інституту літератури АН УРСР; у 1972—1976 роках — завідувач відділу кінознавства Інституту мистецтвознавства, фольклористики та етнології імені М. Т. Рильського АН УРСР; у 1976—1991 роках — завідувач кафедри кінознавства, у 1991—1993 роках — професор Київського університету театрального мистецтва. Одночасно у 1979—1986 роках був головним редактором республіканського наукового щорічника «Мистецтво кіно» (випуски з 1 по 7).
Жив в Києві в будинку по вулиці Михайла Коцюбинського, 2. Помер 20 листопада 1993 року. Похований в Києві на Байковому кладовищі.

## Родина
- Дружина (у 1945—1976) — Ольга Бало (1915—1976)
  - Син Сергій (1946—2017)
- Дружина (у 1980—1993) — кінознавець Дмитрієва-Буряк Галина Євгенівна.

## Творчість
Праці присвячені історії української літератури, становленню в ній методу соціалістичного реалізму. Твори:
- «В сім'і щасливій» (1949, літературно-критичні нариси);
- «Тарас Журба» (1951, роман);
- «Літературні портрети» (1952, збірник літературно-критичних нарисів);
- «Служіння народові» (1954);
- «Навколо Європи» (1957);
- «Образ нашого сучасника» (1960, літературно-критичні статті);
- «Яків Качура: Життя і творчість» (1962);
- «За законами краси» (1963);
- «Проблема характеру сучасника в українській прозі (1959—1965 рр..)» (1966);
- «Про трагічне в житті і літературі» (1968);
- «Художній ідеал і характер» (1967);
- «Наука. Література. Герой» (1969);
- «Художник і життя» (1973);
- «Прогрес і світ прекрасного» (1974, літературно-критичні статті);
- «На захист людських емоцій» (1986, літературно-критичні статті).

Один з авторів і редакторів «Історії українського радянського кіно» у 3-х томах (том 1, Київ, 1986; том 2, 1931-1945, Київ, 1987).
Автор сценарію документального фільму «Ярослав Галан» (Київ, 1962).

## Відзнаки
- Лауреат:
  - всесоюзної (1972) і республіканської (1974) премій у галузі літературно-художньої критики;
  - премії Спілки кінематографістів України за 1980 рік;
- Нагороджений:
  - орденом «Знак Пошани»;
  - медаллю «За перемогу над Німеччиною»[4];
- Заслужений діяч науки і техніки Української РСР[5].